# Suzuki Serie K
Con la denominazione Suzuki Serie K si intende una famiglia di motori a scoppio prodotti a partire dal 1993 dalla casa automobilistica giapponese Suzuki.

## Caratteristiche

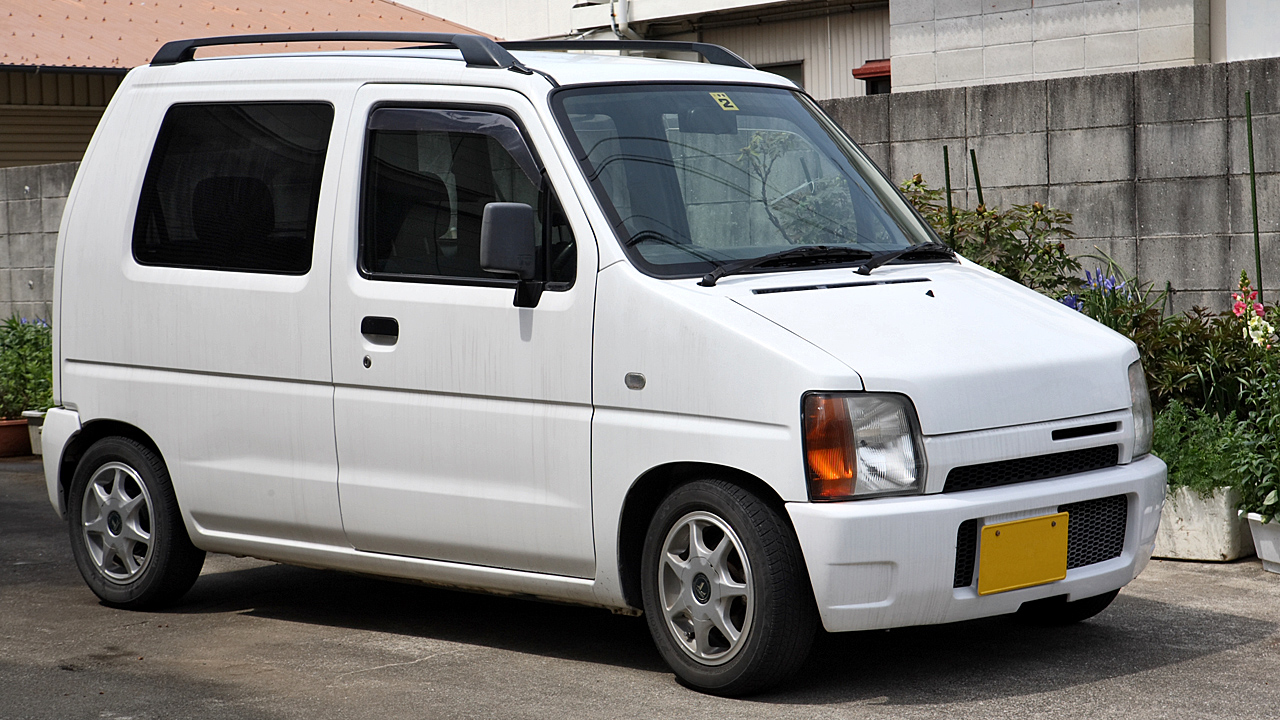
I motori della Serie K hanno esordito sulle Suzuki Wagon R+ di prima generazione

I motori della Serie K sono una famiglia di motori a benzina di fascia bassa, destinati a equipaggiare i modelli di base della Casa nipponica e, come vedremo, non solo.
Sono stati introdotti nel 1993 in occasione del lancio di una nuova vettura "cittadina" della Suzuki, ossia la Suzuki Wagon R+, che all'epoca del suo lancio suscitò scalpore per la sua carrozzeria corta e alta, in pratica una citycar dalle insolite doti di spazio interno.
I motori della Serie K sono quindi stati pensati per questa innovativa vettura, ma di lì a pochissimo sarebbero stati utilizzati anche su altri modelli Suzuki. Grazie a un accordo di cooperazione con il gruppo General Motors, tali motori avrebbero in seguito trovato applicazione anche su modelli della tedesca Opel a quel tempo di proprietà del colosso statunitense.
Tra le caratteristiche salienti dei motori Suzuki della Serie K va ricordata soprattutto la distribuzione bialbero a 4 valvole per cilindro: tale tipo di distribuzione era già di per sé una vera chicca, poiché all'inizio degli anni novanta era un'impresa ardua trovare motori di fascia bassa a doppio asse a camme.

## Evoluzione e versioni
Nel corso degli anni, i motori della Serie K si sono diversificati in più versioni, le cui caratteristiche sono descritte di seguito.

### K6A
La sigla K6A identifica la versione dalle caratteristiche dimensionali più ridotte. Tale versione è stata introdotta nella seconda metà degli anni '90. Le caratteristiche salienti della versione K6A sono:
- architettura a 3 cilindri in linea;
- alesaggio e corsa pari a 68x60,4 mm;
- cilindrata pari a 658 cm³;
- rapporto di compressione pari a 10,5:1.

Si tratta di un motore destinato esclusivamente al mercato interno per via delle agevolazioni fiscali vigenti in Giappone per le vetture sotto i 660 cc.
Tale versione è stata proposta in tre varianti prestazionali, illustrate nella seguente tabella:
| Motori Suzuki K6A |                  |                 |                             |                    |
| Variante          | Potenza (CV/rpm) | Coppia (Nm/rpm) | Applicazioni                | Anni di produzione |
| 1.                | 54/6500          | 61/4000         | Suzuki Alto Mk6 0.7 12v     | 2004-08            |
| 1.                | 54/6500          | 61/4000         | Suzuki Kei 0.7 12v          | 1998-08            |
| 1.                | 54/6500          | 61/4000         | Suzuki Lapin 0.7 12v        | dal 2002           |
| 1.                | 54/6500          | 61/4000         | Suzuki MR Wagon Mk1 0.7 12v | 2001-06            |
| 1.                | 54/6500          | 61/4000         | Suzuki MR Wagon Mk2 0.7 12v | dal 2006           |
| 1.                | 54/6500          | 61/4000         | Suzuki Wagon R+ Mk2 0.7 12v | 1998-03            |
| 1.                | 54/6500          | 61/4000         | Suzuki Wagon R+ Mk3 0.7 12v | 2003-08            |
| 2.                | 46/6000          | 57/3500         | Suzuki Alto Mk5             | 1998-2004          |
| 2.                | 46/6000          | 57/3500         | Suzuki Twin                 | 2003-05            |
| 3.                | 49/5800          | 62/4000         | Suzuki Carry                | 2003-08            |
| 3.                | 49/5800          | 62/4000         | Suzuki Every 0.7 12v        | dal 2005           |

### K6AS
La versione K6AS differisce dalla versione K6A principalmente per la sovralimentazione tramite turbocompressore. È l'unico motore della famiglia dei motori della Serie K a fare uso di tale dispositivo. Si tratta di uno dei più piccoli motori automobilistici sovralimentati mai apparsi sulla scena mondiale. Al turbocompressore è inoltre accoppiato un intercooler. Un'altra differenza con il motore K6A sta nel rapporto di compressione ridotto, operazione necessaria per passare dalla configurazione aspirata a quella sovralimentata. La sovralimentazione avviene a bassa pressione, in modo da privilegiare la coppia motrice, piuttosto che la potenza.
Due sono le varianti in cui questo motore (anch'esso riservato al mercato giapponese) è stato proposto:
| Motori Suzuki K6AS |                          |                  |                 |                                   |                    |
| Variante           | Rapporto di compressione | Potenza (CV/rpm) | Coppia (Nm/rpm) | Applicazioni                      | Anni di produzione |
| 1.                 | 8,4                      | 64/6500          | 103/3500        | Suzuki Cappuccino                 | 1995-97            |
| 1.                 | 8,4                      | 64/6500          | 103/3500        | Suzuki Jimny 0.7 12v Turbo        | dal 1998           |
| 1.                 | 8,4                      | 64/6500          | 103/3500        | Suzuki Kei 0.7 12v Turbo 4WD      | 1998-2008          |
| 1.                 | 8,4                      | 64/6500          | 103/3500        | Suzuki Wagon R+ Mk2 0.7 12v Turbo | 1998-03            |
| 1.                 | 8,4                      | 64/6500          | 103/3500        | Suzuki Every 0.7 12v Turbo 4WD    | dal 2005           |
| 2.                 | 8,9                      | 60/6000          | 83/3000         | Suzuki Cervo Mk2 0.7 12v Turbo    | dal 2006           |
| 2.                 | 8,9                      | 60/6000          | 83/3000         | Suzuki Kei 0.7 12v Turbo          | 1998-08            |
| 2.                 | 8,9                      | 60/6000          | 83/3000         | Suzuki Lapin 0.7 12v Turbo        | dal 2002           |
| 2.                 | 8,9                      | 60/6000          | 83/3000         | Suzuki MR Wagon Mk1 0.7 12v Turbo | 2001-06            |
| 2.                 | 8,9                      | 60/6000          | 83/3000         | Suzuki MR Wagon Mk2 0.7 12v Turbo | dal 2006           |
| 2.                 | 8,9                      | 60/6000          | 83/3000         | Suzuki Wagon R+ Mk2 0.7 Turbo     | 2000-03            |

### K10A
La sigla K10A identifica la primissima versione dei motori della Serie K a esordire nel 1993. Si tratta inoltre di una motorizzazione non riservata al solo mercato giapponese, ma proposta anche su modelli Suzuki previsti per altri mercati. Da questa versione sarebbero poi state derivate tutte le altre, comprese le due versioni da 658 cc appena descritte. In particolar modo, rispetto a queste ultime, il motore K10A si differenzia per la sua architettura, non a 3 ma a 4 cilindri, sempre in linea. In seguito, i motori K6A e K6AS sarebbero nati togliendo un cilindro dalla versione K10A.
Le caratteristiche del motore K10A sono quindi le seguenti:
- architettura a 4 cilindri in linea;
- alesaggio e corsa pari a 68x68,6 mm;
- cilindrata pari a 996 cc;
- rapporto di compressione pari a 10:1.

Il motore K10A è stato proposto in due varianti, entrambe aspirate, le cui caratteristiche e applicazioni sono illustrate di seguito:
| Motori Suzuki K10A |                  |                 |                             |                    |
| Variante           | Potenza (CV/rpm) | Coppia (Nm/rpm) | Applicazioni                | Anni di produzione |
| 1.                 | 65/6500          | 85/3500         | Suzuki Wagon R+ Mk1 1.0 16v | 1993-98            |
| 1.                 | 65/6500          | 85/3500         | Suzuki Alto Mk5 1.0 16v     | 1998-2004          |
| 2.                 | 69/7000          | 95/4500         | Suzuki Wagon R+ Mk2 1.0 16v | 1998-2003          |

### K10B
Dopo qualche anno di assenza di un motore da 1 litro tra le versioni della Serie K, ecco che nel 2008 è stato introdotto il motore K10B, completamente differente dall'unità K10A che l'ha preceduta.
Di seguito vengono riportate le principali caratteristiche:
- architettura a 3 cilindri in linea;
- alesaggio e corsa: 73x79,4 mm;
- cilindrata: 996 cc;
- rapporto di compressione: 11:1;
- potenza massima: 65 CV a 6000 giri/min;
- coppia massima: 90 N·m a 4800 giri/min;
- alimentazione: iniezione elettronica multipoint.

Si tratta quindi di un motore a tre cilindri e non più a quattro come nel precedente K10A. Le applicazioni di questo motore includono:
- Suzuki Splash 1.0 12v (dal 2008);
- Opel Agila B 1.0 12v (2008-14);
- Suzuki Alto Mk7 1.0 12v (2009-14).
- Suzuki Celerio (68 CV) (2015)

In seguito, è stata proposta anche una variante leggermente più potente, da 68 CV a 6000 giri/min, con una coppia massima di 90 Nm disponibile già a 3400 giri/min. Questa variante ha trovato applicazione sotto il cofano della Nissan Pixo, prodotta a partire dal 2009.
La piccola Nissan Pixo ha potuto usufruire del 3 cilindri da un litro in quanto nata da una joint-venture con la stessa Suzuki (condivide pianale e meccanica con la Alto).

### K12A
Nel 1993, assieme all'unità K10A, è stata introdotta anche la versione K12A, ossia una variante maggiorata del quadricilindrico da un litro. In tale unità motrice, proposta in una sola variante, le caratteristiche sono:
- architettura a 4 cilindri in linea;
- alesaggio e corsa: 71x74 mm;
- cilindrata: 1171 cc;
- rapporto di compressione: 9,3:1;
- applicazioni: Suzuki Wagon R+ Mk1 1.2 16v (1993-98).

### K12B
Una nuova unità motrice da 1.2 litri è stata lanciata nel 2008, ben 10 anni dopo il pensionamento del 1.2 K12A. Rispetto a quest'ultimo si tratta di un motore nuovo, imparentato piuttosto con l'unità K10B, della quale costituisce una versione a corsa ridotta, ma a quattro cilindri anziché tre.
Le principali caratteristiche di questo motore sono:
- architettura a 4 cilindri in linea;
- alesaggio e corsa 73x74,2 mm;
- cilindrata: 1242 cc;
- rapporto di compressione: 11:1;
- potenza massima: 86 CV a 5500 giri/min;
- coppia massima: 114 N·m a 4400 giri/min.

Le applicazioni di questo nuovo motore comprendono le due citycar gemelle Suzuki Splash 1.2 16v e Opel Agila B 1.2 16v, entrambe prodotte a partire dalla prima metà del 2008.
Va segnalato, inoltre, che a partire dal 2010 questa unità motrice ha beneficiato dell'arrivo del sistema di fasatura variabile, nonché di altre migliorie. In questo modo la potenza massima è salita a 94 CV a 6000 giri/min, con un picco di coppia pari a 118 Nm a 4800 giri/min. Questo motore è arrivato così a rispettare la normativa Euro 5 e ha esordito sotto il cofano della Suzuki Swift 1.2 VVT, sia in configurazione a trazione anteriore che in configurazione 4WD. In seguito, a partire dal 2011, è stato montato anche sui modelli "gemelli" Splash e Agila.

### K12C
Nel 2015 il 1.2 K12B ha subito un aggiornamento, rinominato K12C. Il rapporto di compressione è stato portato a 12.5:1 per una maggiore efficienza, la coppia è cresciuta a fronte di una piccola diminuzione della potenza (rispetto all'ultimo K12B VVT da 94cv).
Le principali caratteristiche di questo motore sono:
- architettura a 4 cilindri in linea;
- alesaggio e corsa 73x74,2 mm;
- cilindrata: 1242 cc;
- rapporto di compressione: 12,5:1;
- potenza massima: 90 CV a 6000 giri/min;
- coppia massima: 120 N·m a 4400 giri/min.

Le applicazioni di questo nuovo motore comprendono Suzuki Swift, Suzuki Baleno, Suzuki Ignis.
Lo stesso è anche montato in accoppiata a un sistema ibrido progettato da Suzuki denominato SHVS. Il sistema ibrido Smart SHVS (Smart Hybrid Vehicle by Suzuki) è una tecnologia che impiega un sistema ISG (Integrated Starter Generator) che svolge una triplice funzione: – motorino d’avviamento – motore elettrico di assistenza per supportare il motore in fase di accelerazione e ripresa (erogando 3 CV e 50 N·m di coppia), accumulando elettricità attraverso il recupero dell’energia prodotta in frenata – alternatore per caricare sia la batteria tradizionale sia la compatta batteria agli ioni di litio dal peso di 6,2 kg posta sotto il sedile anteriore al fine di non intaccare lo spazio dell’abitacolo o del bagagliaio.

## Altre varianti
I due motori K10B e K12B sono stati anche proposti con doppia alimentazione benzina-GPL. Nel caso della motorizzazione minore, si hanno due livelli di potenza, uno da 65 CV, come nella versione alimentata unicamente a benzina, e uno da addirittura 67 CV. Si tratta di uno dei pochissimi casi, forse l'unico, in cui una motorizzazione bi-fuel riesce a essere (seppur leggermente) più prestante della versione di base a sola benzina. Quanto al 1.2, invece, le prestazioni sono leggermente inferiori, con una potenza di 84 CV anziché 86.
Per quanto riguarda le applicazioni, il 1.0 da 65 CV ha trovato applicazione sulla Suzuki Alto Mk7 1.0 12v Gpl dal 2009, mentre il 1.0 da 67 CV viene montato sulla Suzuki Splash 1.0 12v Gpl. Invece il 1.2 benzina-GPL viene montato sulla Suzuki Splash 1.2 GLS GPL.